# Stary cmentarz żydowski w Czerwińsku nad Wisłą
Stary cmentarz żydowski w Czerwińsku nad Wisłą – kirkut społeczności żydowskiej niegdyś zamieszkującej Czerwińsk nad Wisłą. Nie wiadomo dokładnie kiedy powstał, być może w XIX wieku. Znajdował się przy ul. Królowej Jadwigi. Został zniszczony podczas II wojny światowej. Nie zachowały się żadne nagrobki.